# Sint-Remigiuskerk (Simpelveld)
De Sint-Remigiuskerk is een rooms-katholiek kerkgebouw in Simpelveld. Het is een neoromaanse kruisvormige kerk met drie schepen, een ongelede toren met ingesnoerde spits en een ronde apsis. Het geheel is opgetrokken in Kunradersteen. Het gebouw is in gebruik als parochiekerk van de St. Remigiusparochie. De patroonheilige van de kerk is Remigius, een bisschop uit Reims uit de vijfde en zesde eeuw. In verband met de inventaris staat de kerk op de lijst van Nederlandse rijksmonumenten.

## Geschiedenis
De eerste melding van een kerk in Simpelveld komt uit 1147. Simpelveld valt in deze periode nog onder het bisdom Luik. De kerk wordt vanaf 1203 aan Sint-Remigius gekoppeld. Tijdens de Tachtigjarige Oorlog wordt de kerk grotendeels verwoest en later weer opgeknapt.
In de 19e en 20e eeuw neemt de bevolking van Simpelveld snel toe en wordt de kerk te klein. Tussen 1921 en 1925 wordt de kerk onder leiding van pastoor Hendrik Brewers uitgebreid door Caspar Franssen. Het kerkhof dat oorspronkelijk rondom de kerk lag wordt verhuisd naar zijn huidige locatie, er komt een nieuw koor, een nieuwe sacristie en grote dwarsbeuken. De kerk blijft echter te klein en van 1935 tot 1937 worden de toren en het oude schip gesloopt en vervangen door A. Swinkels.

## Rijksmonument
Hoewel de kerk zelf geen rijksmonument is vormt een deel van de inventaris van de kerk sinds 5 april 2005 gezamenlijk een rijksmonument met het nummer 33584. Dit betreft de communiebank, preekstoel, orgelgalerij en twee biechtstoelen. De inventaris wordt gedateerd tussen 1500 en 1949 en vormt een rijksmonument in verband met de zeer hoge cultuurhistorische waarde.

## Zie ook

Exterieur
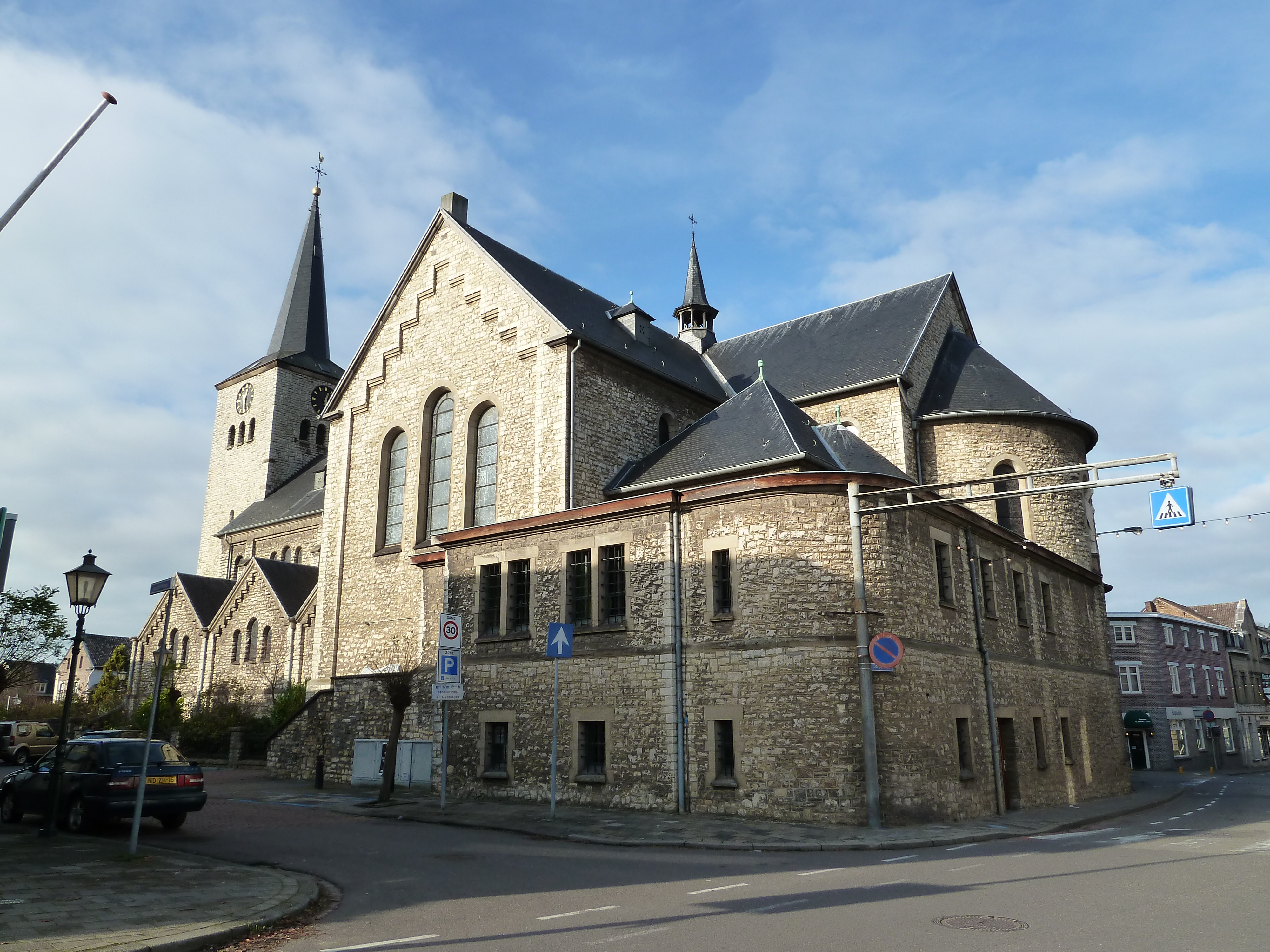
Oostzijde
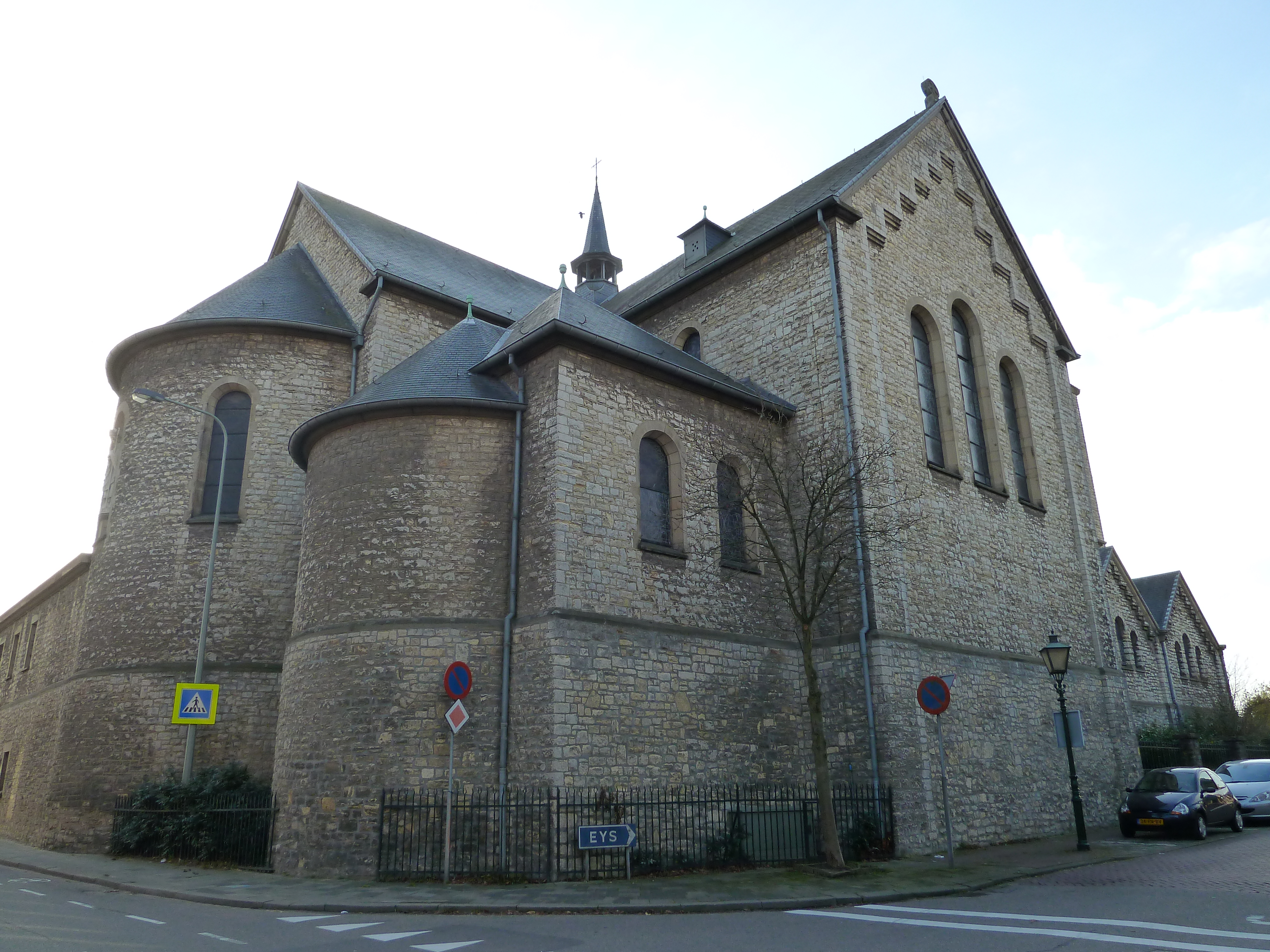
Noordzijde
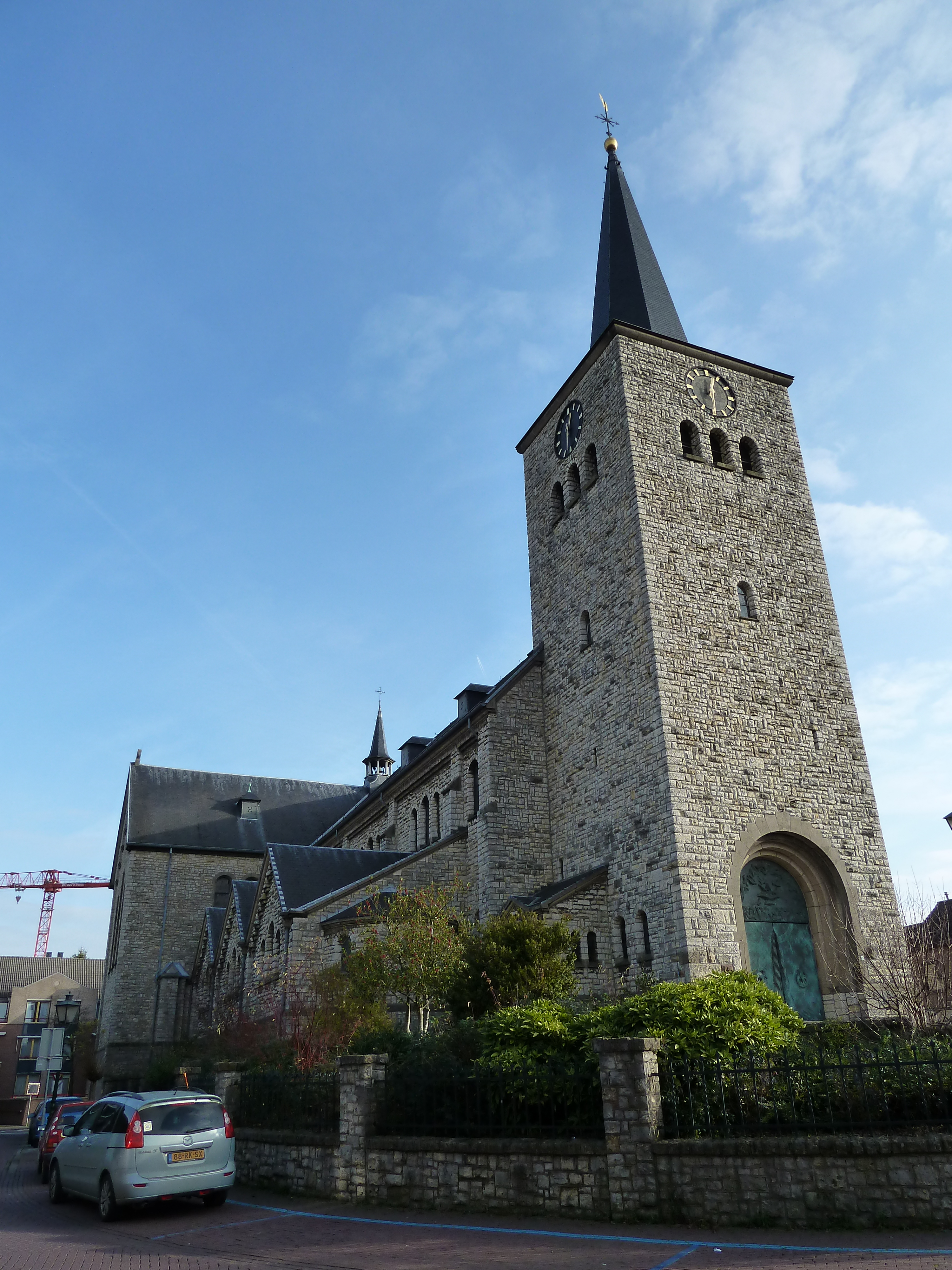
Westzijde
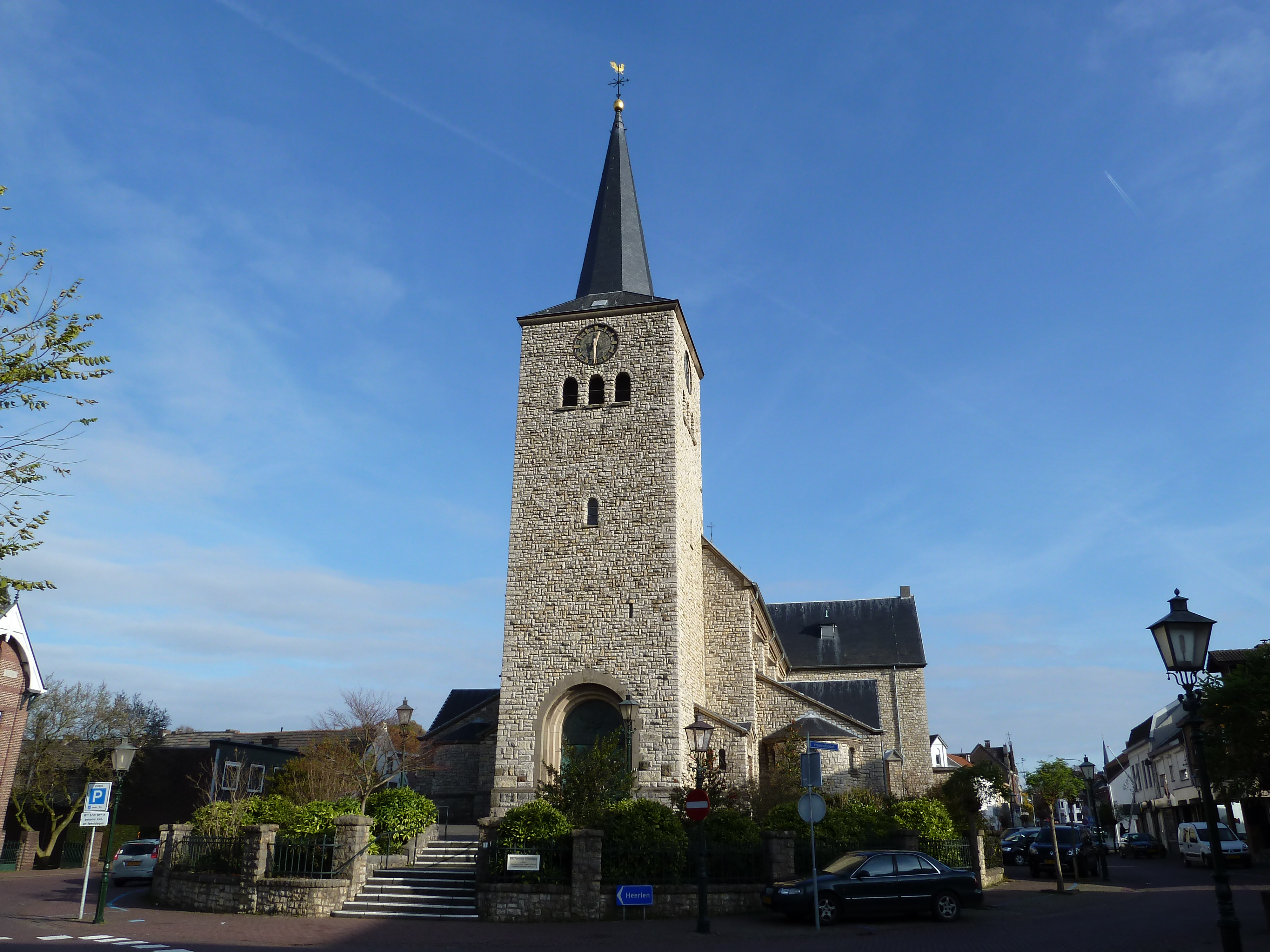
Zuid-westzijde
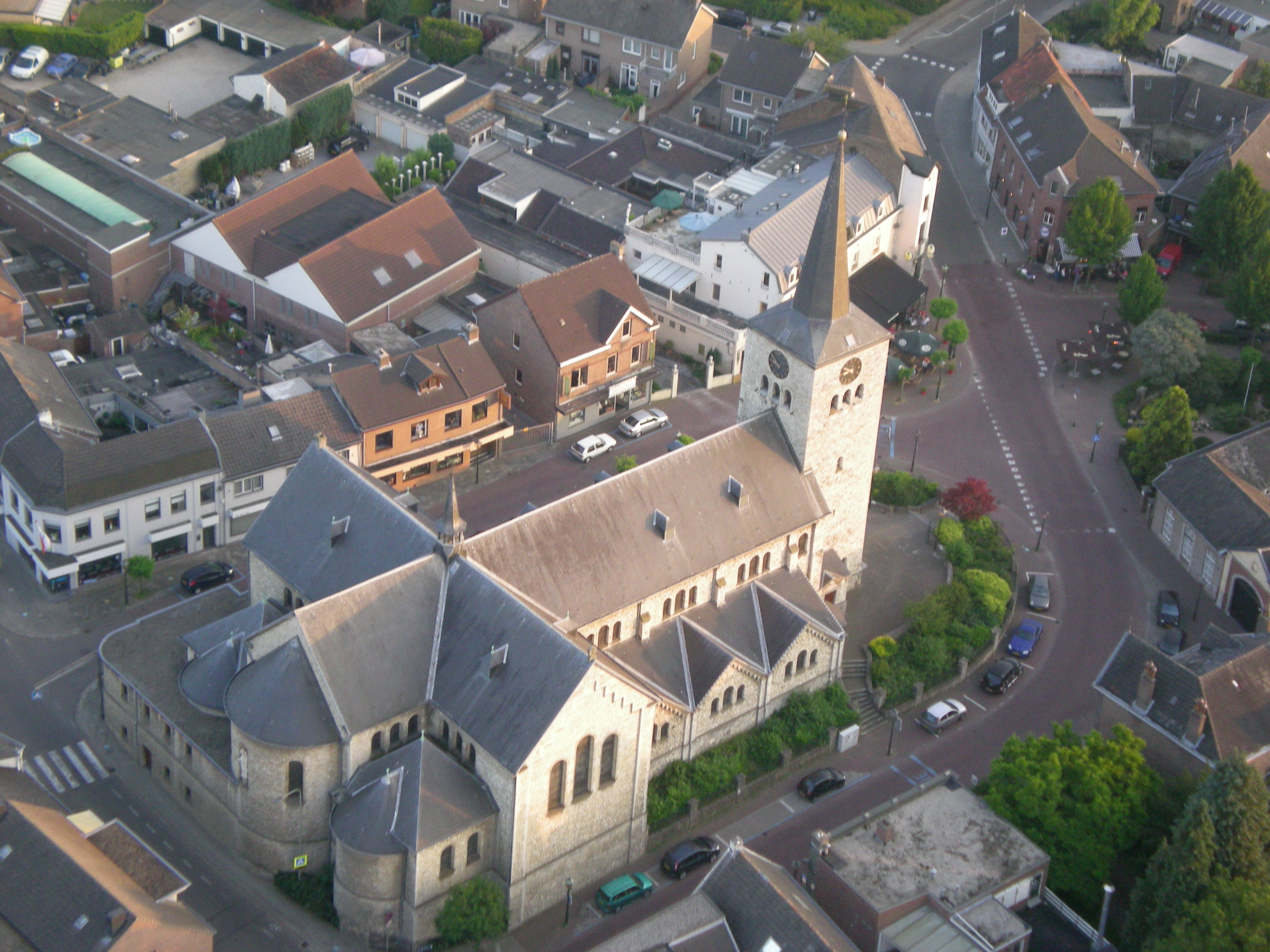
Luchtfoto

Interieur
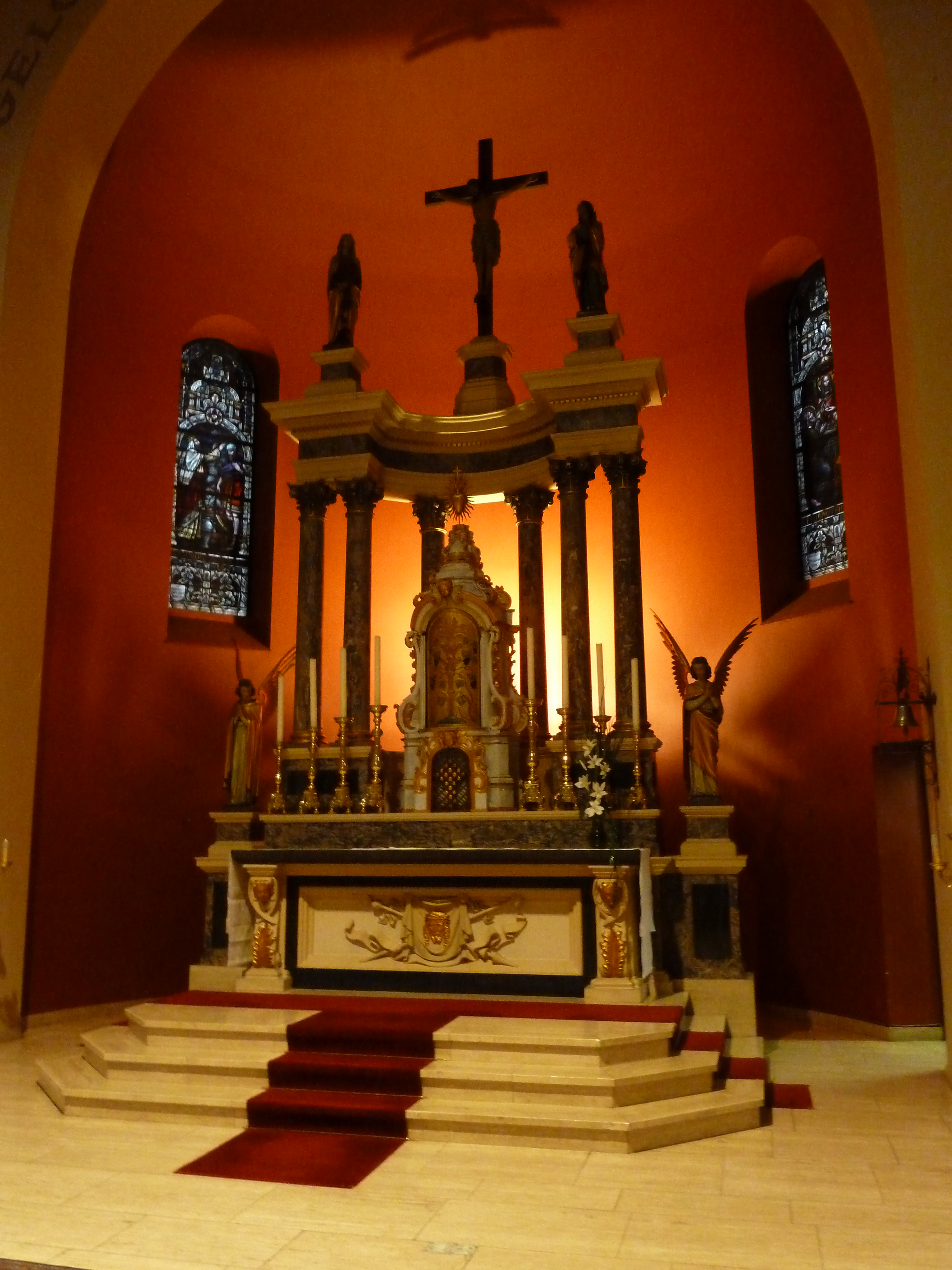
Altaar
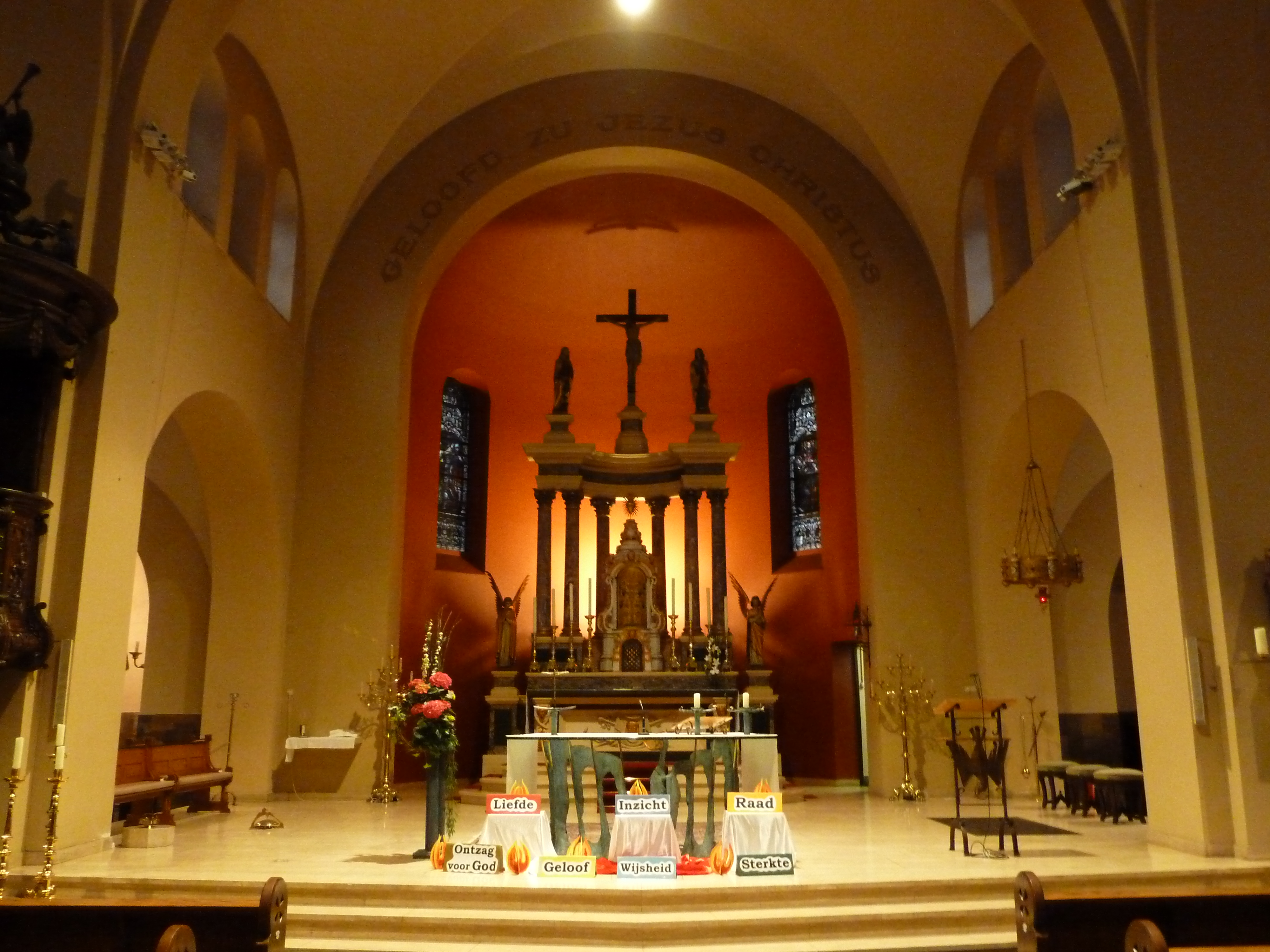
Het koor
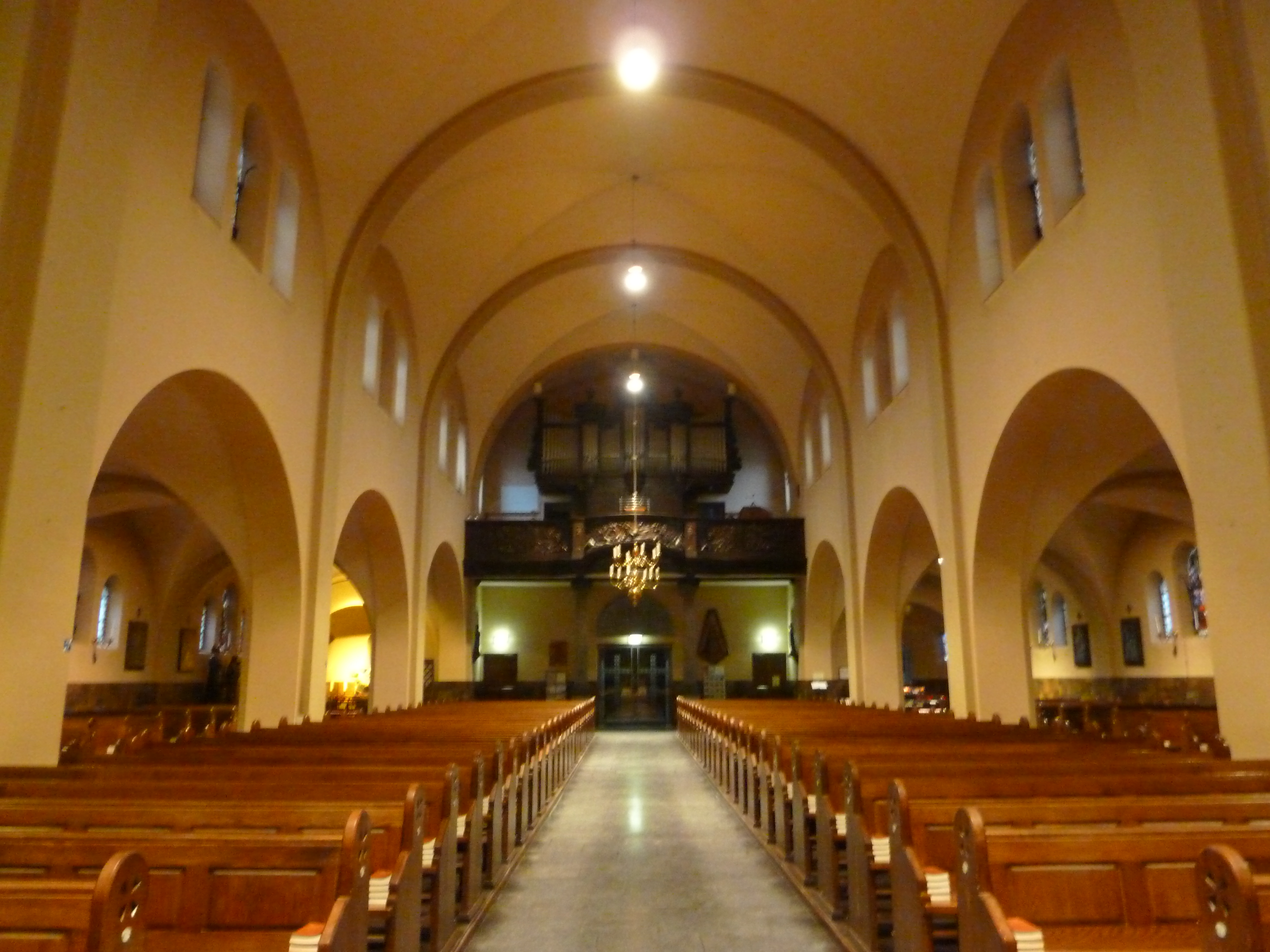
Het schip
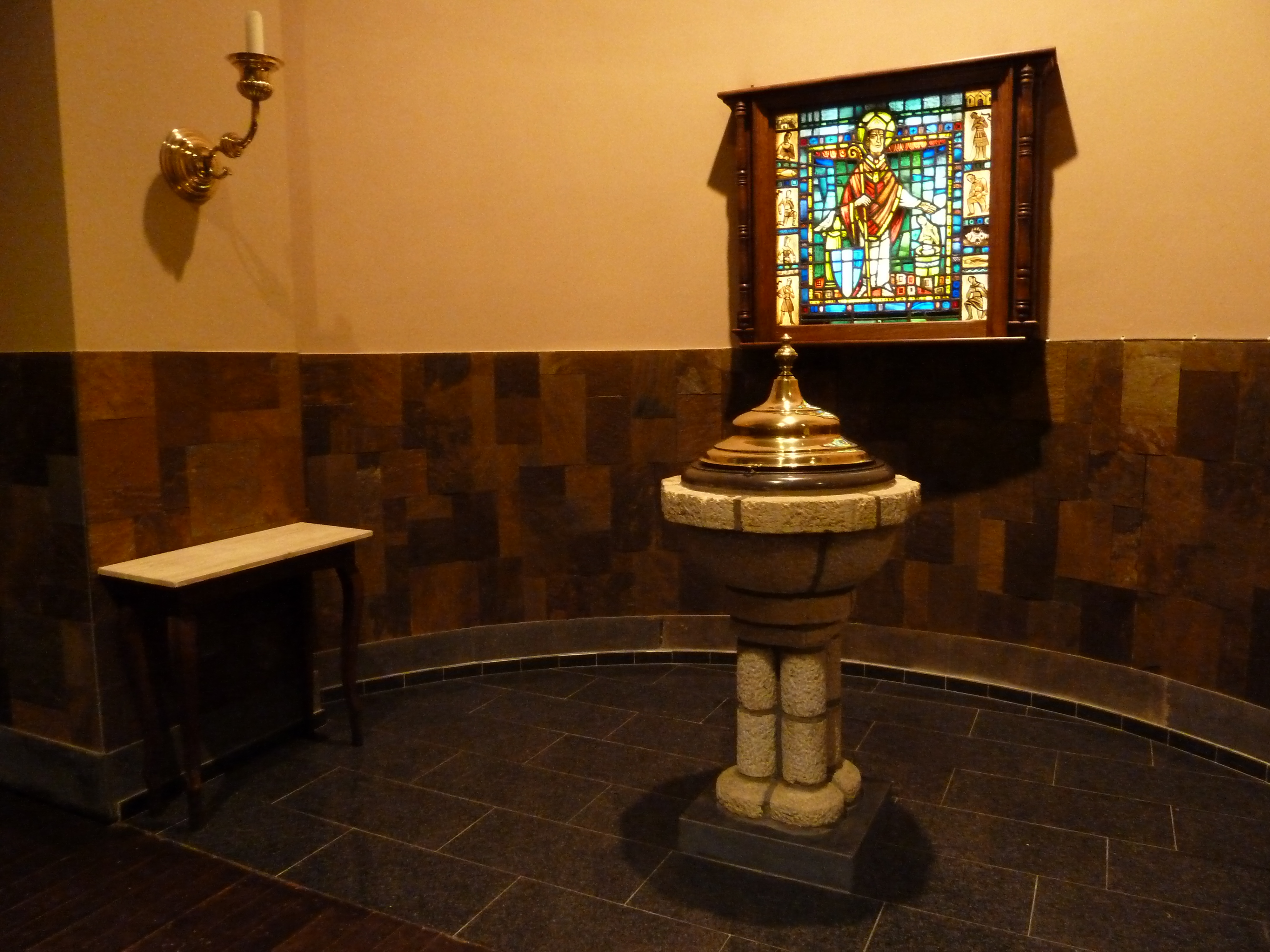
Doopvont
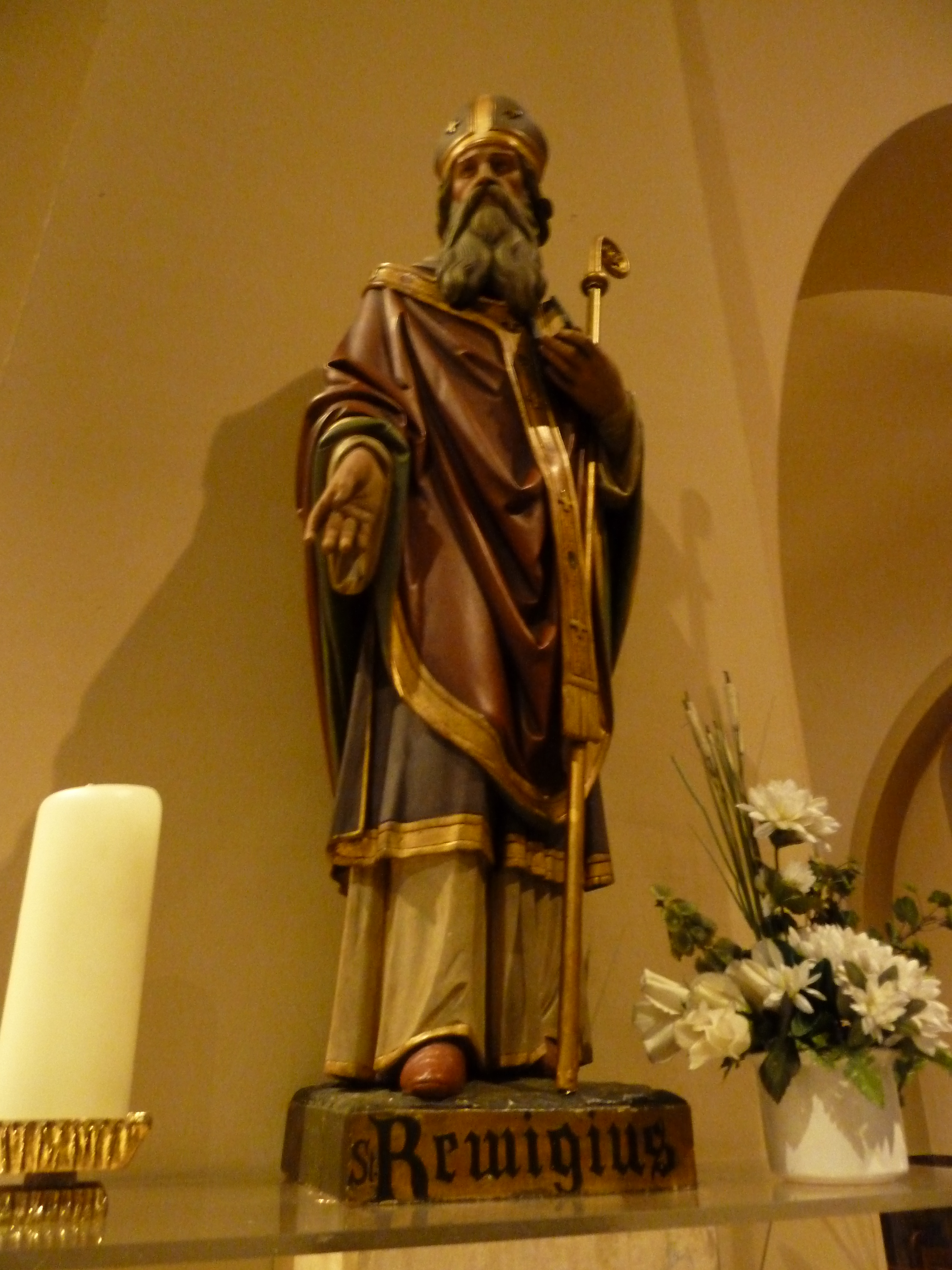
Beeld Sint-Remigius
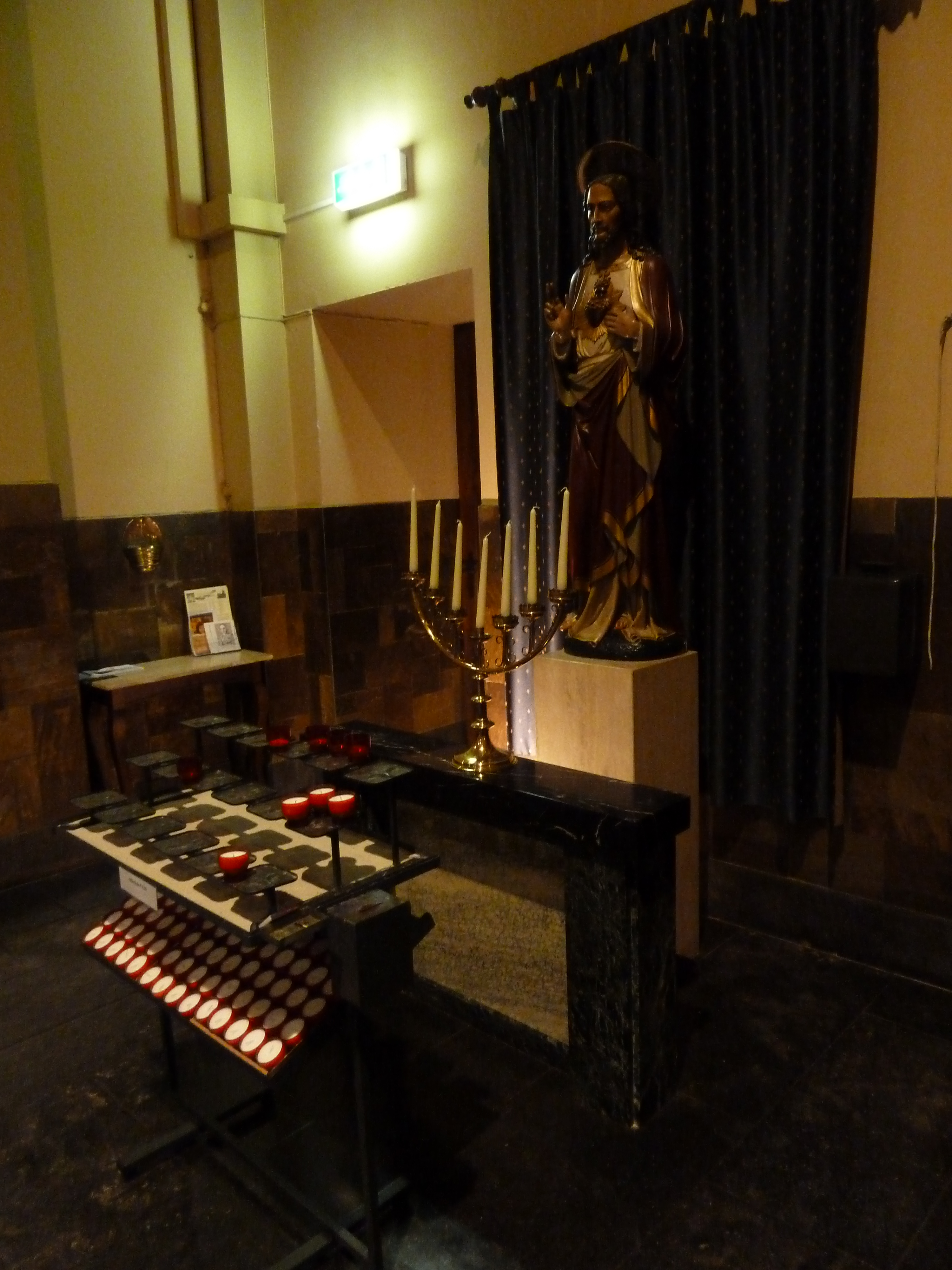
H. Hart-altaar
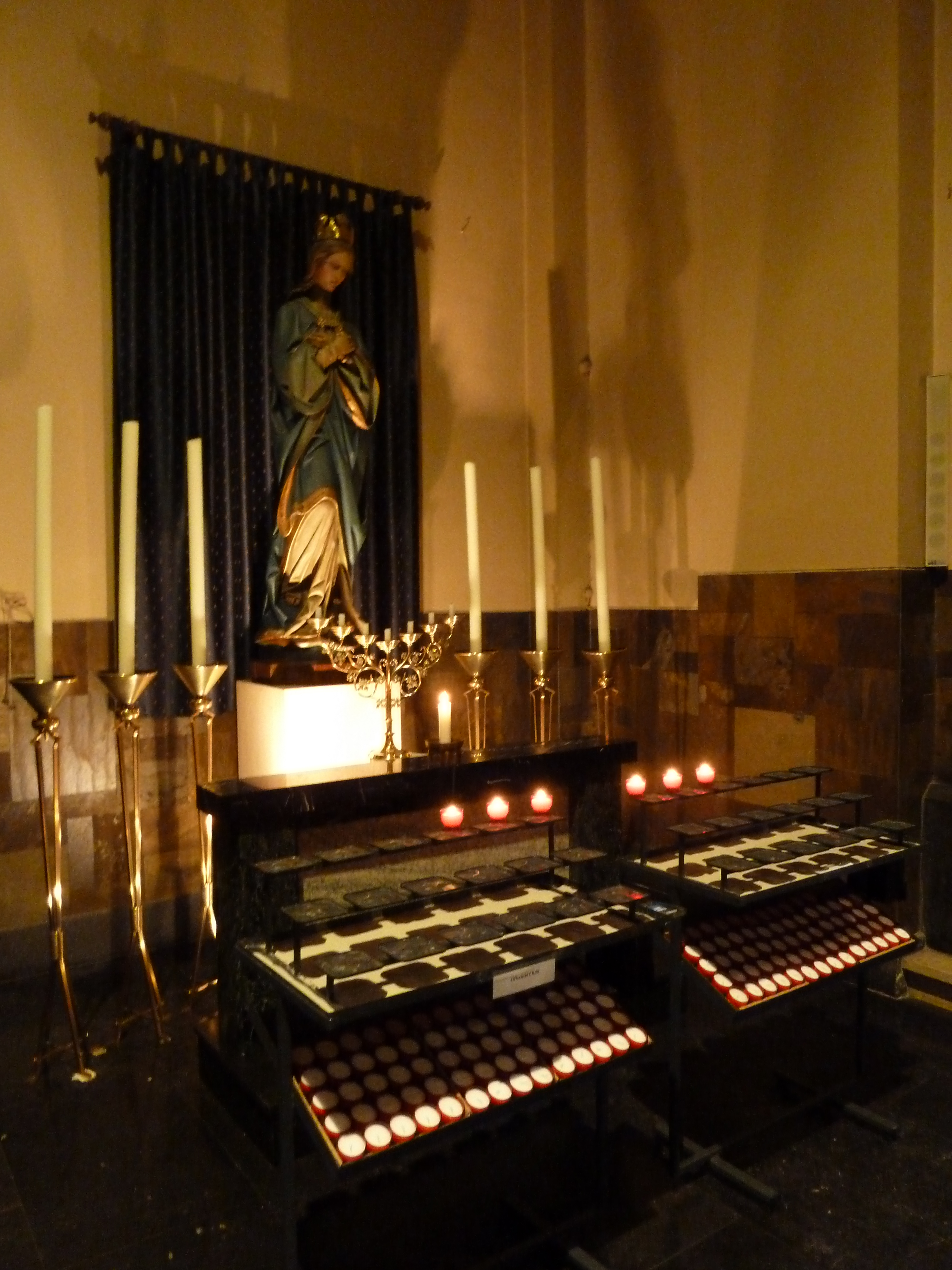
Maria-altaar
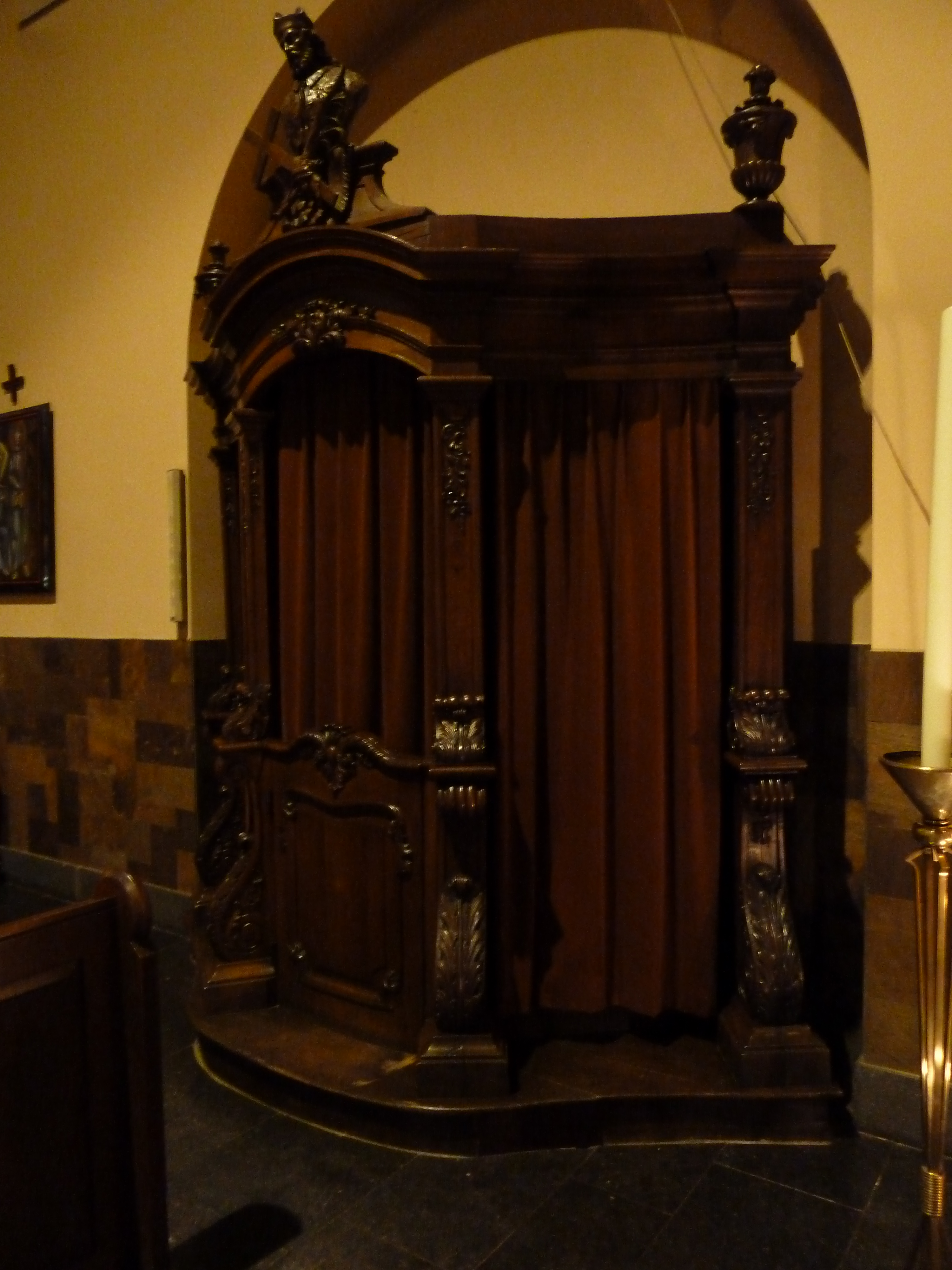
Biechtstoel noordzijde
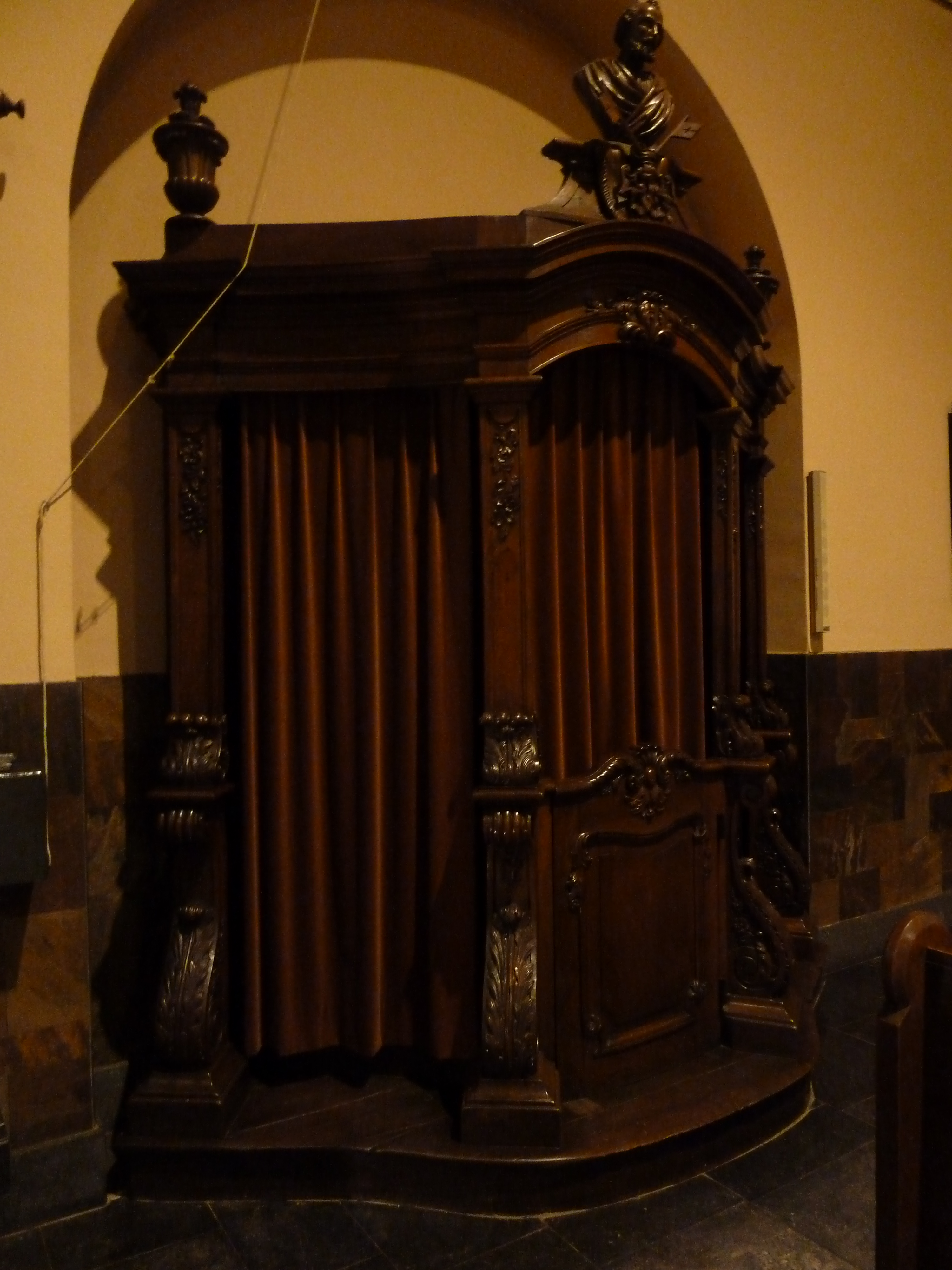
Biechtstoel zuidzijde
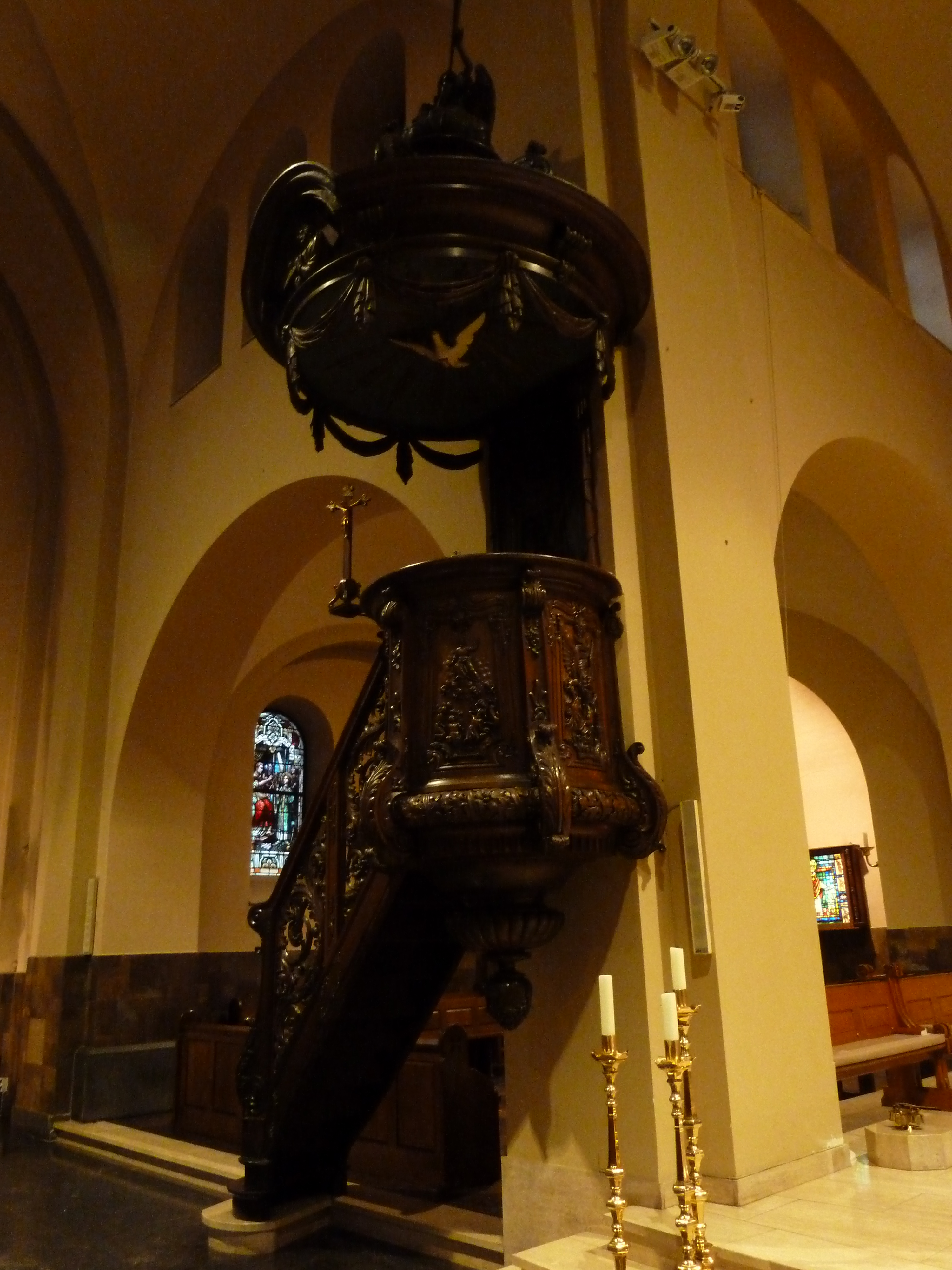
Preekstoel
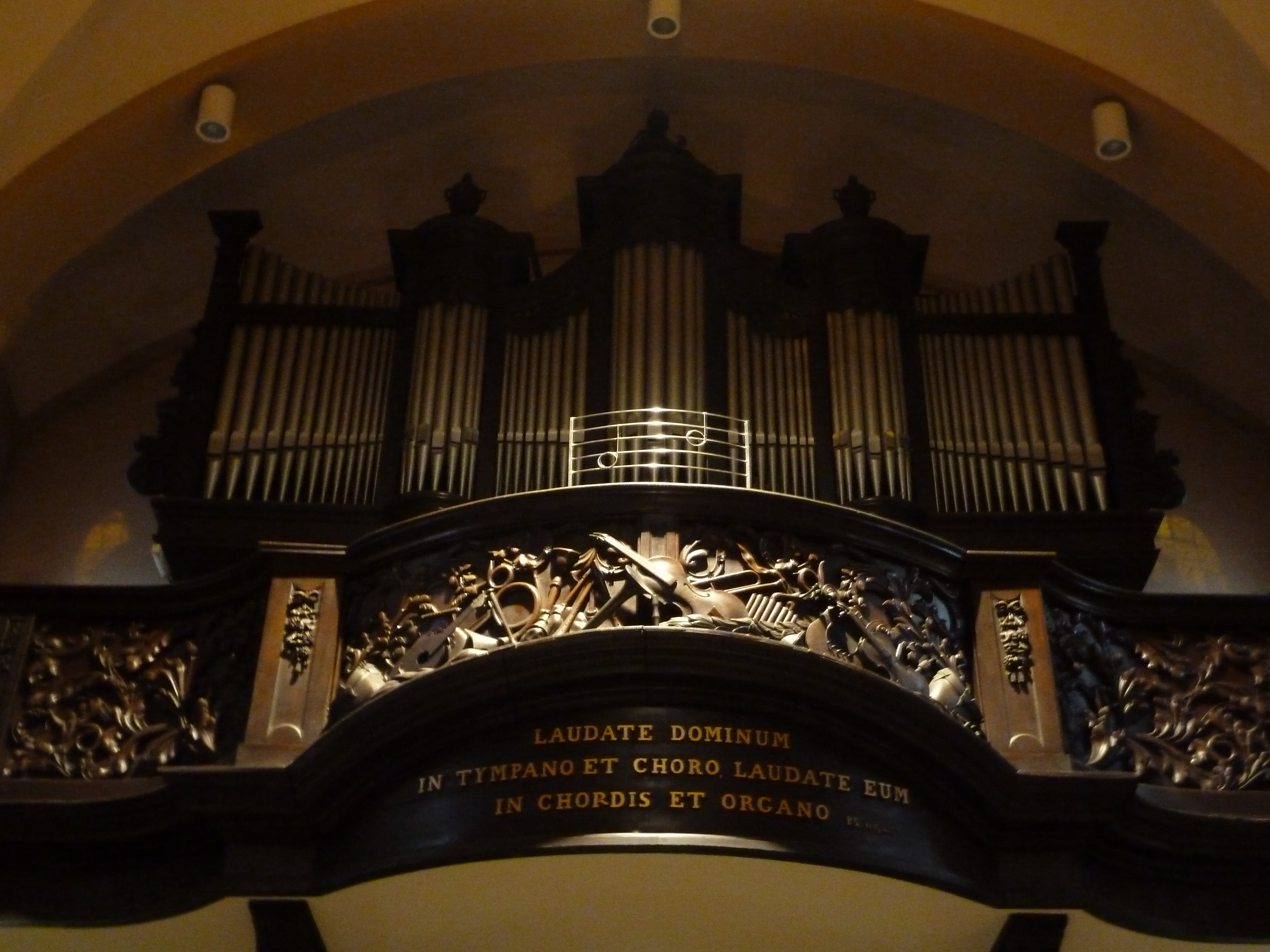
Orgel

Ramen (selectie)
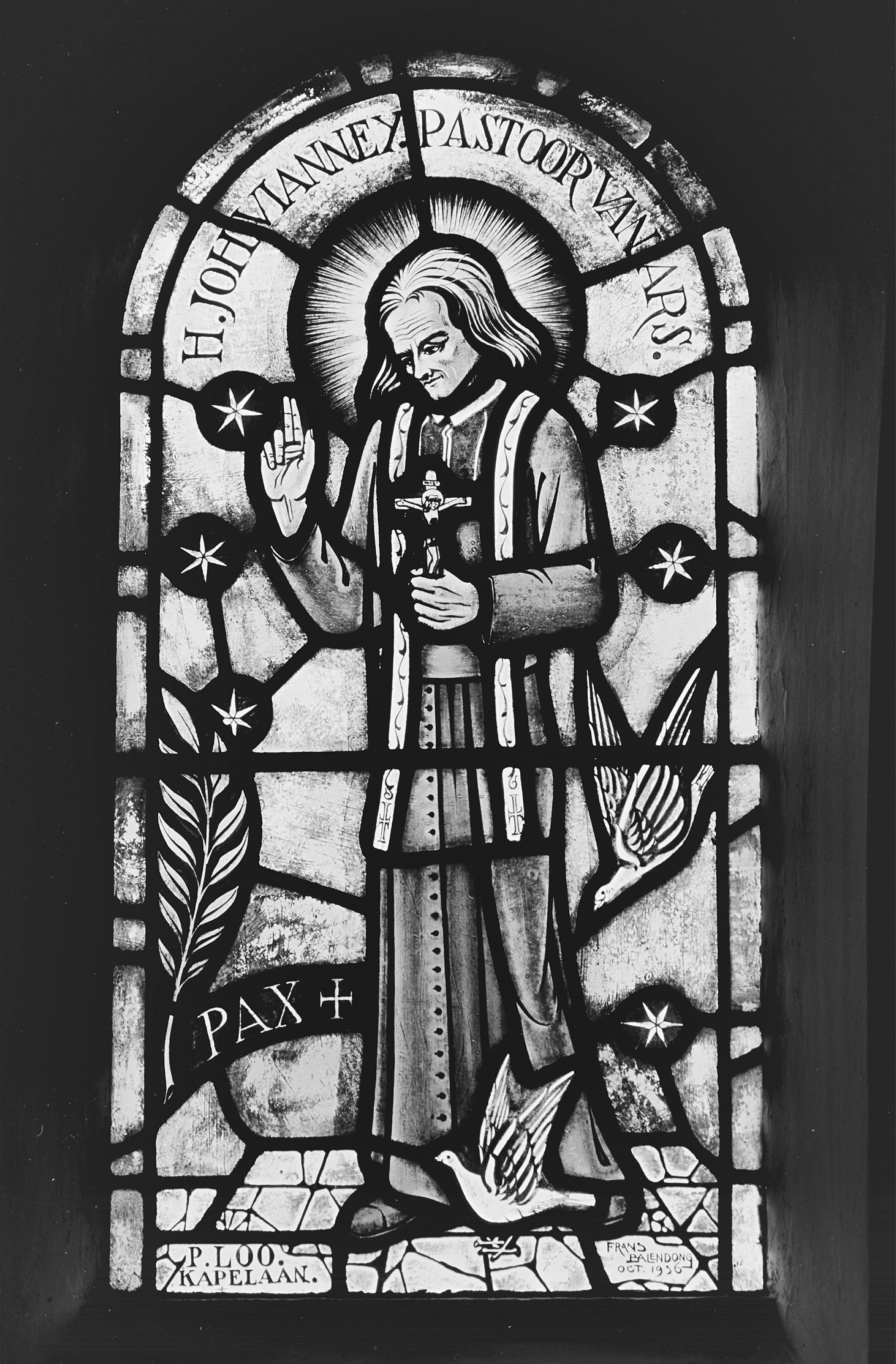
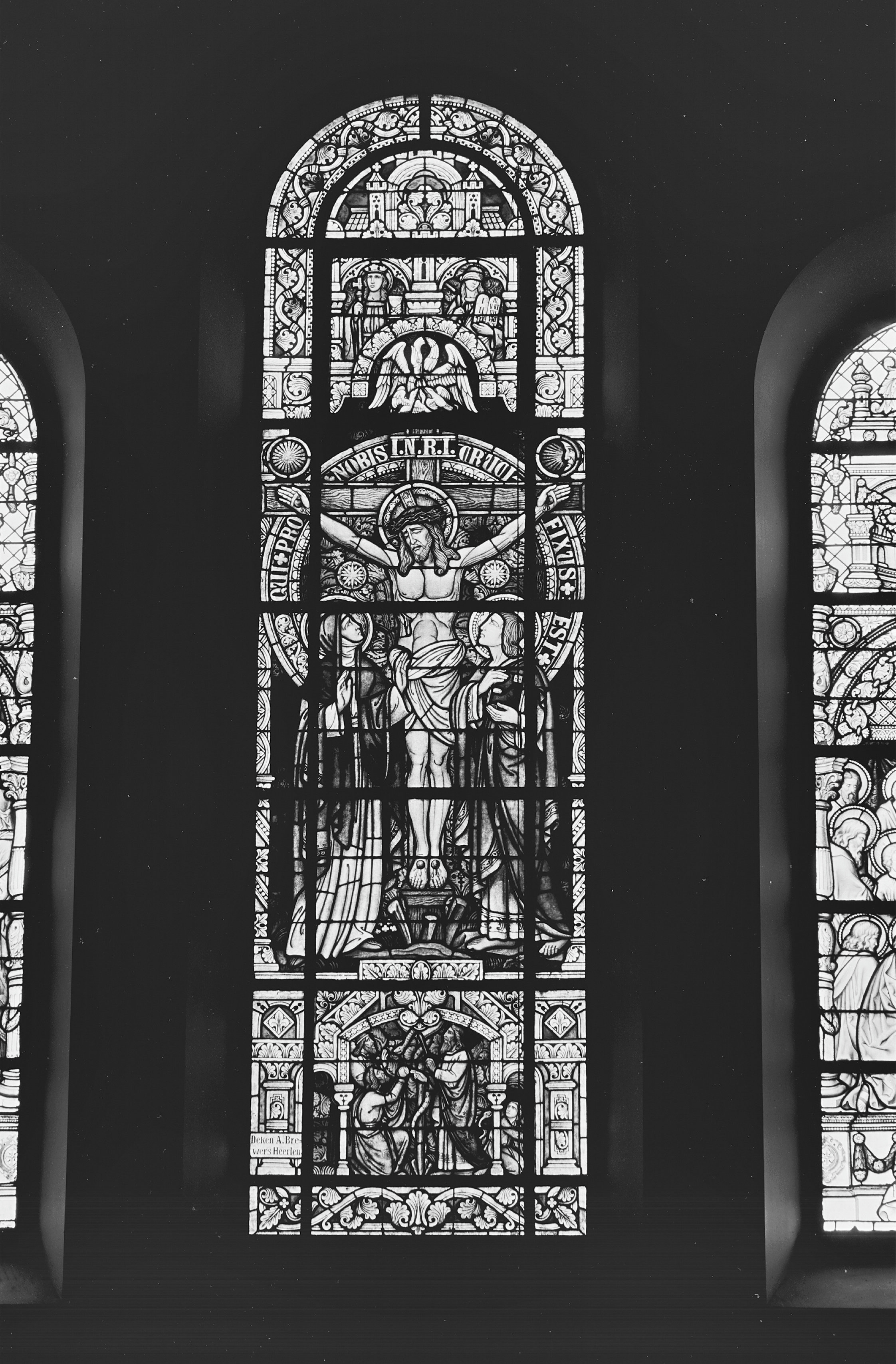
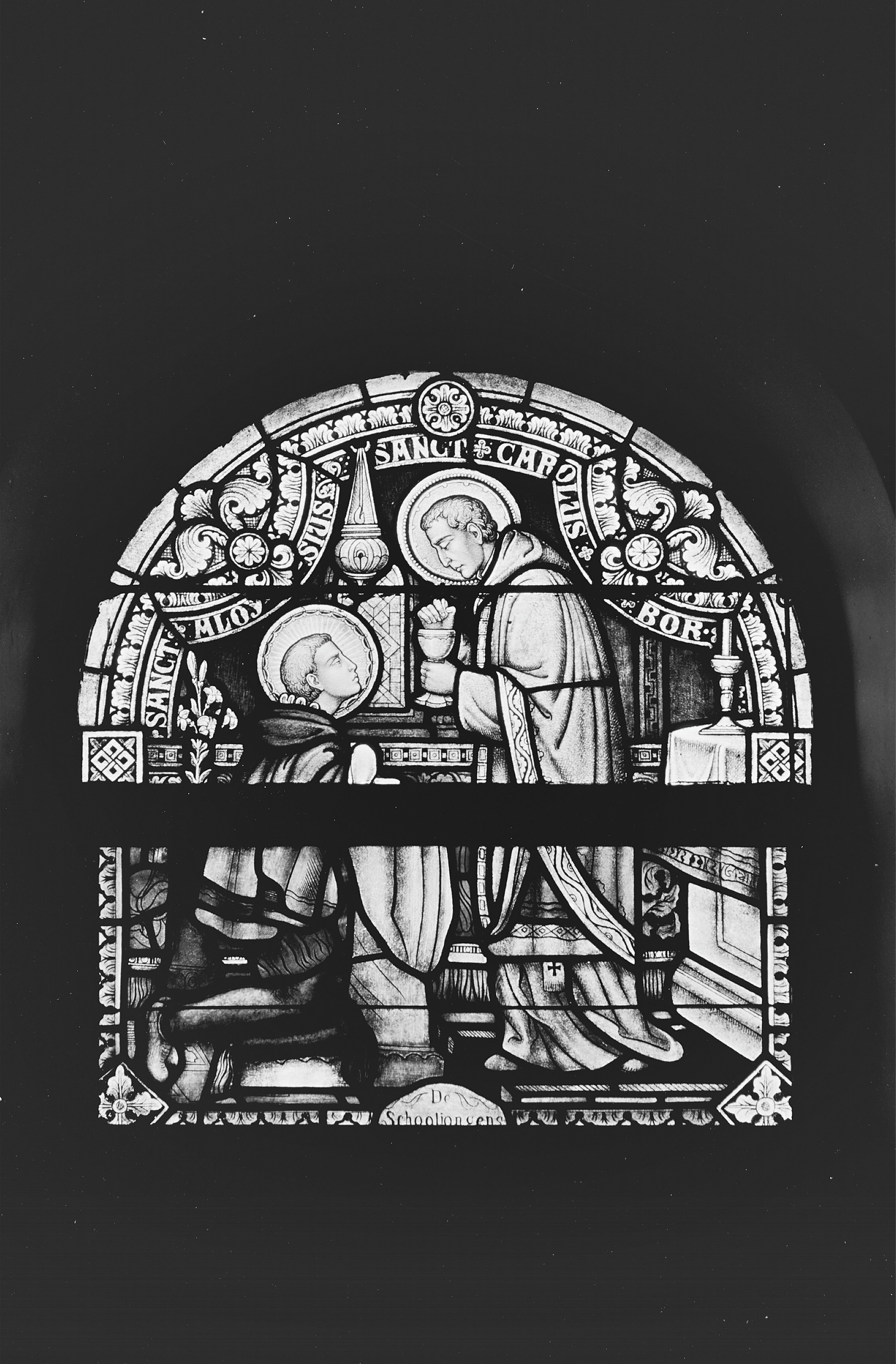
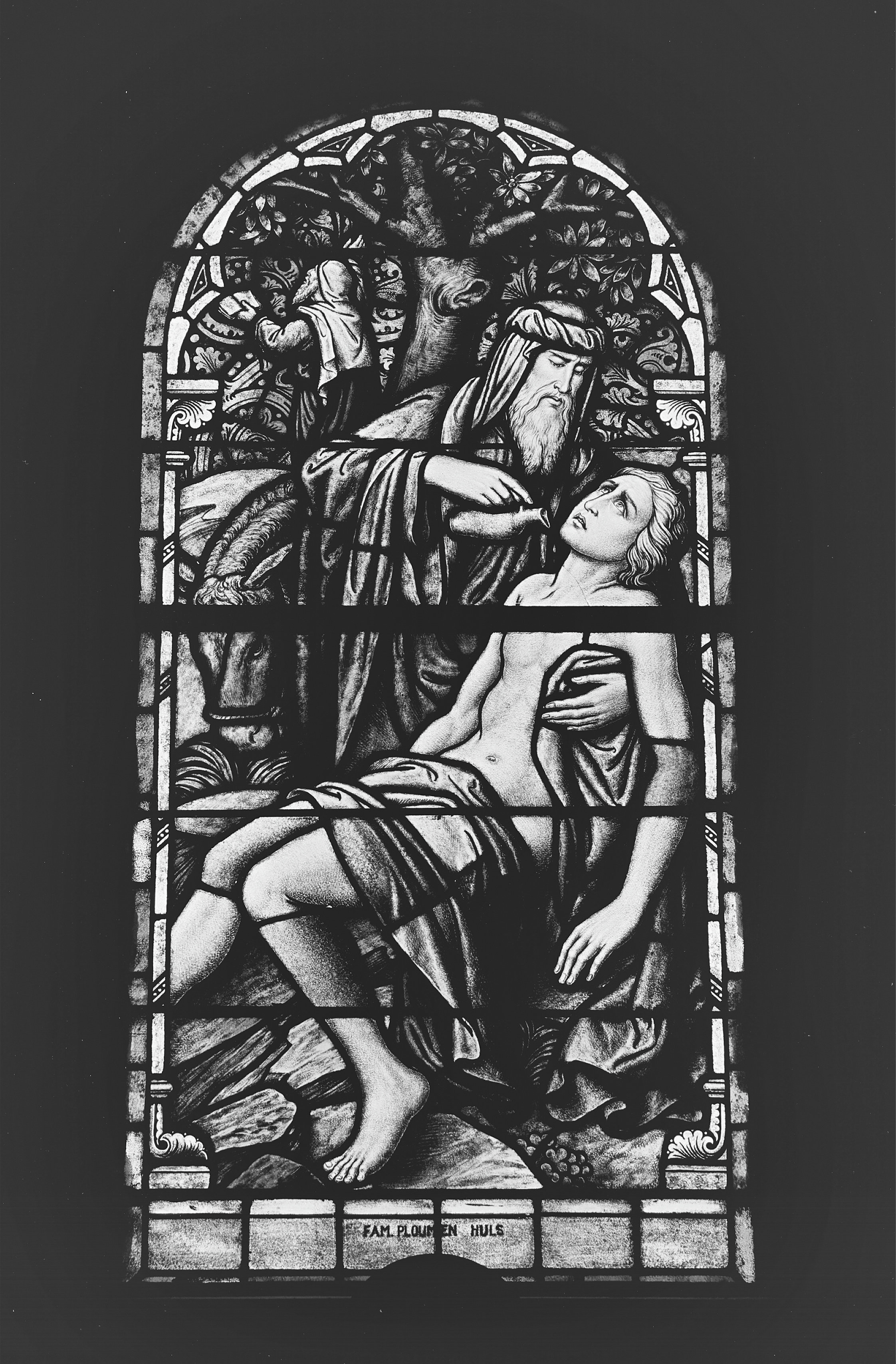

Ontwerp
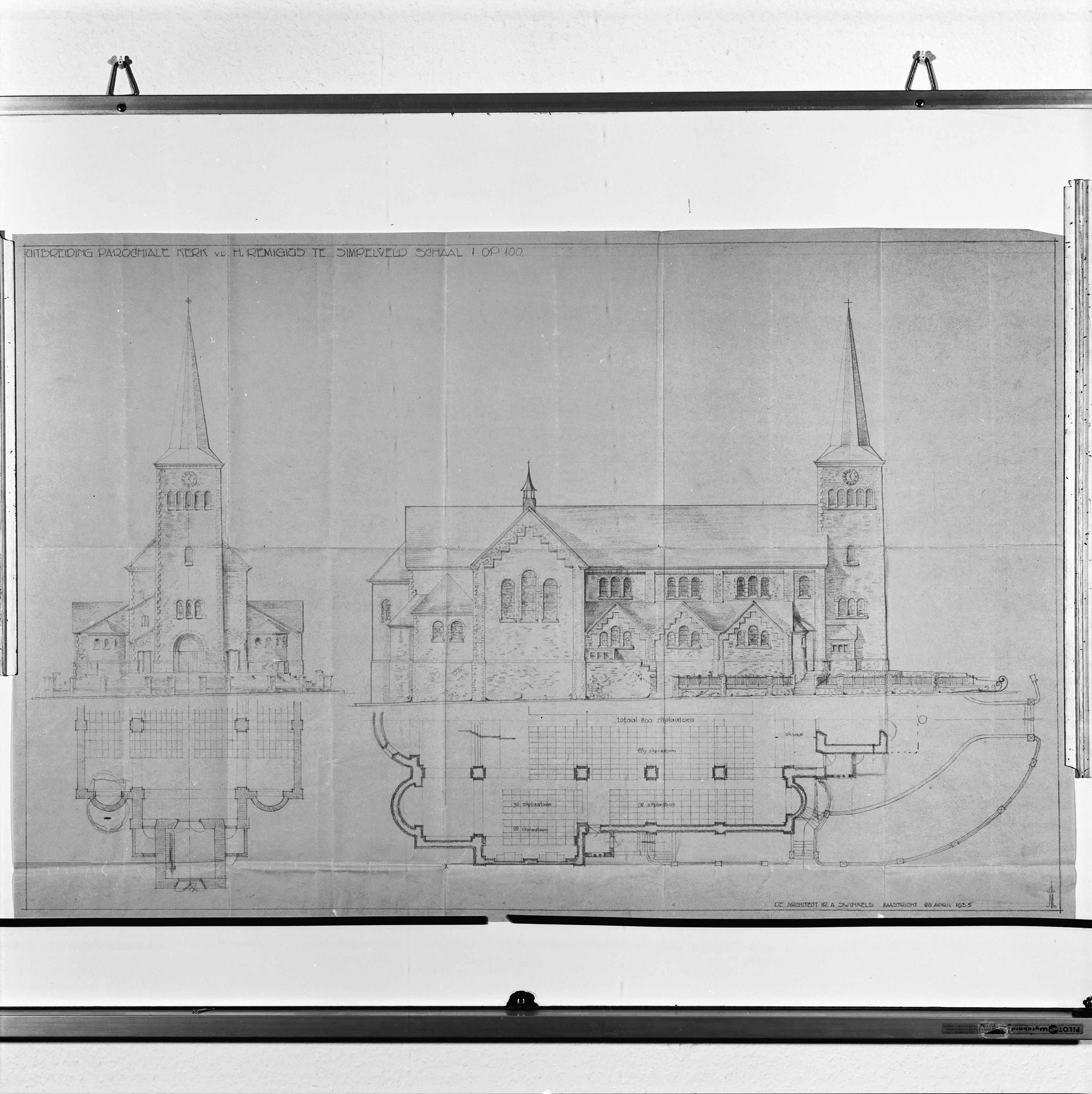
Ontwerp zuidgevel en plattegrond, bureau Swinkels, 1933
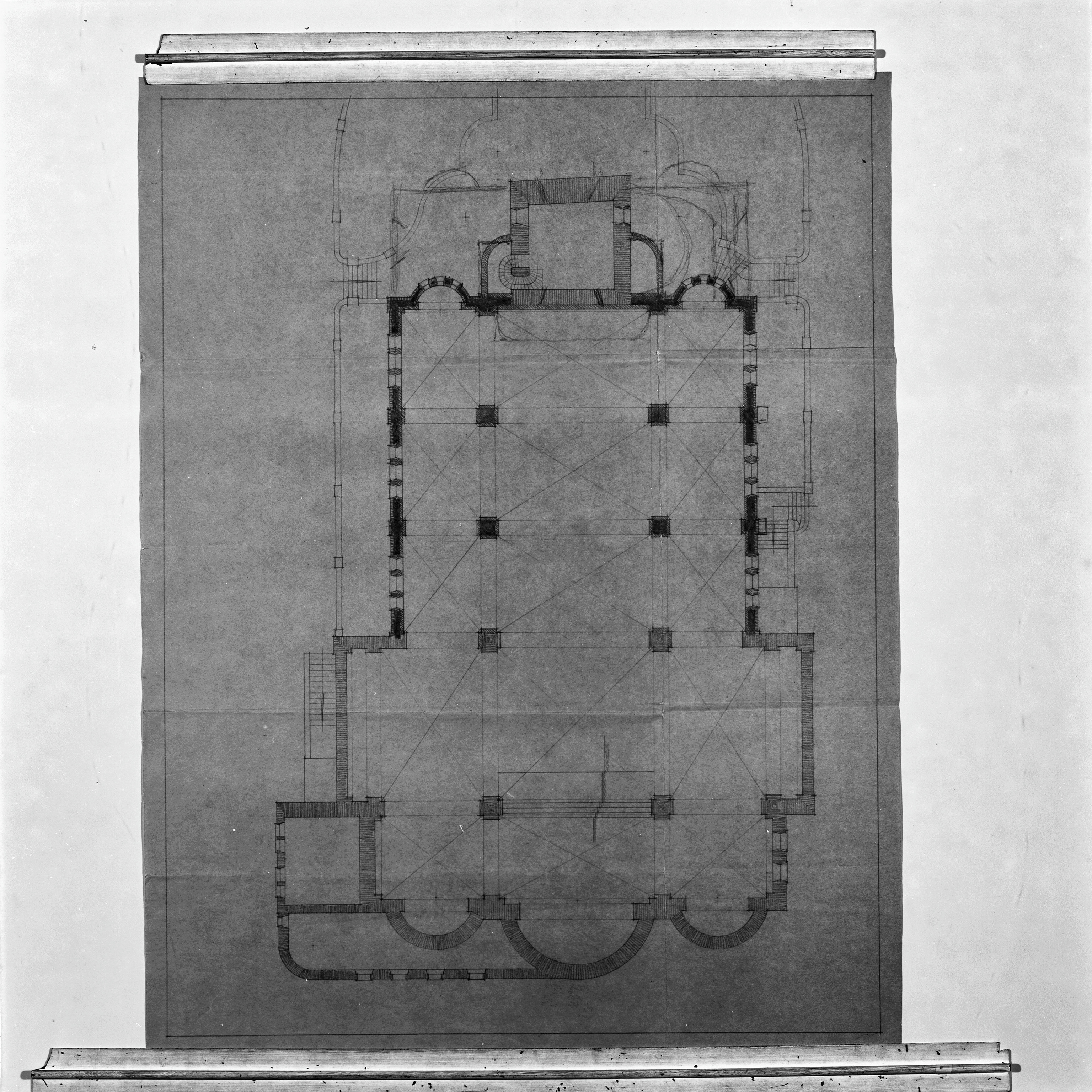
Plattegrond
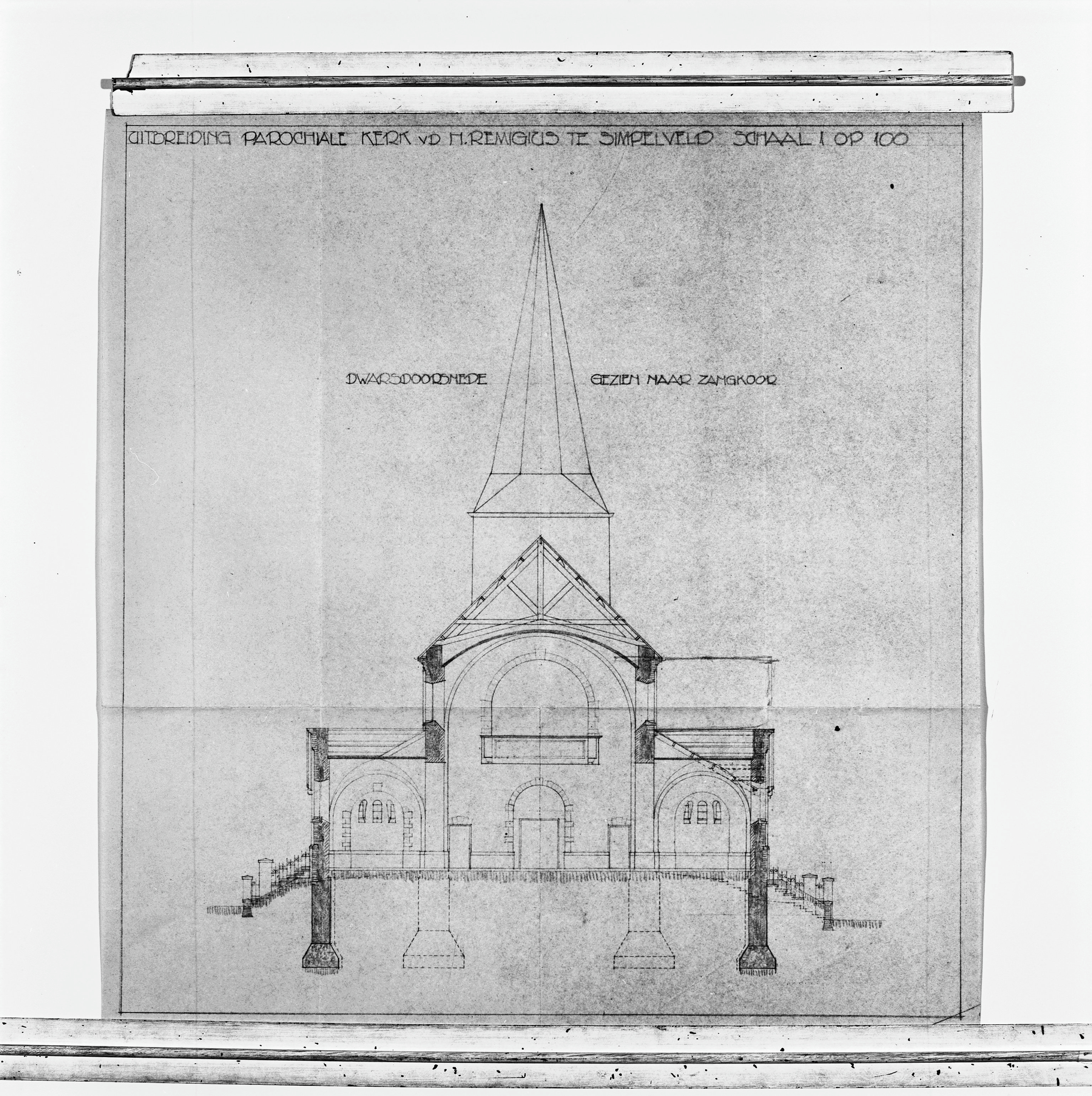
Doorsnede schip
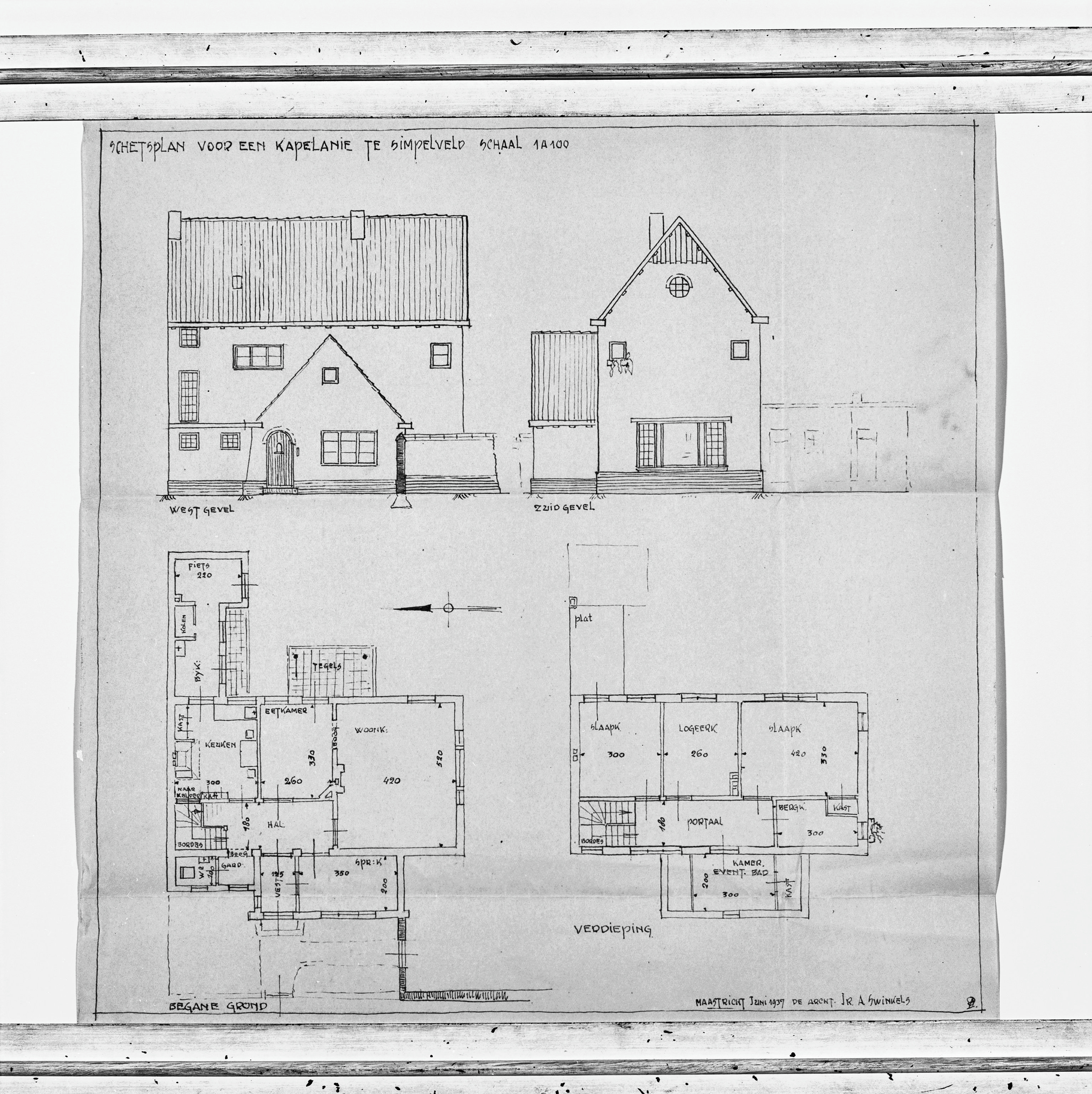
Ontwerp pastorie, 1937